# Sarpol-e Zahab
Pour les articles homonymes, voir Hulwan et Zahab.
Sarpol–e Zahab ou Sar-e Pol-e Zahab (persan : سرپل ذهاب, Sarpole Zahâb) est une ville de la province de Kermanshah, en Iran, capitale du district de même nom. La ville est proche du site de la ville nommée Hulwân, Hulwan, Hulvan dans les textes du Moyen Âge.

## Histoire
L'occupation de Sarpol-e Zahab est ancienne, et remonte à la fin du IIIe millénaire av. J.-C., comme en témoignent des reliefs rupestres datant de l'époque lullubie. Le relief achéménide tardif de Dukkan-e Daud, situé à quelques kilomètres, et l'ajout d'un relief parthe auprès de ceux des Lullubis témoignent de l'importance symbolique persistante du site à ces époques respectives,.
En mars 590, le Sassanide Khosro II Parviz affronte Bahram Chûbin à Hulwân, Khosro comprenant qu'il ne peut pas sortir vainqueur se replie à Ctésiphon puis dans les territoires de l'Empire byzantin.
En 637, les Arabes envahissent l'Irak. Après la bataille de Qâdisiya où ils franchissent l'Euphrate, ils arrivent devant Ctésiphon la capitale des empereurs Sassanides. Ils prennent facilement la partie de la ville située sur la rive droite du Tigre. La partie située sur l'autre rive, Ctésiphon, est inaccessible faute de moyen pour traverser le fleuve. L'empereur Yazdgard s'enfuit vers Hulwân avec sa cour. Les Arabes parviennent à franchir le fleuve et prennent Ctésiphon qui sera alors appelée Madâ'in.
En janvier 638, les Arabes remontent le cours de la Diyâlâ. Les armées arabes se heurtent aux Perses à Jalûlâ. Les Perses résistent six mois aux attaques des Arabes. Yazdgard s'enfuit d'Hulwân pour se réfugier à Ray. Il laisse une garnison avec la mission de retenir les Arabes le plus longtemps possible. Le général arabe Qa'Qâ' quitte Jalûlâ et se rend à Khanaqin et de là à Qasr-e Chirin. Après un combat les Perses sont vaincus. Qa'Qâ' entre dans Hulwân et demande l'autorisation de poursuivre les Perses. Le calife `Omar interdit à ses généraux de pousser plus loin leurs conquêtes. Hulwân devient pour un temps, le poste le plus au nord des armées arabes. 
Au début de son règne le calife abbasside Al-Mansûr organise à Hulwân un arbitrage entre deux chefs chrétiens, Ya'qûb métropolite de Beit Lapad à Surin métropolite d'Hulwân au sujet de la succession d'Aba II métropolite de Ctésiphon (vers 755).
Vers 856, Tabarî en route vers Bagdad, s'arrête à Hulwân, il a alors dix-sept ans. C'est là qu'il apprend que le célèbre compilateur de hadiths, Ahmad Ibn Hanbal vient de décéder quelques mois plus tôt. Très déçu de cette nouvelle car son but était de rencontrer le grand homme, il décide néanmoins de continuer son chemin vers Bagdad pour pouvoir profiter de ses bibliothèques.
Abu al-Fath Muhammad ben Annaz (env. 990-1011), le fondateur de la dynastie kurde des Banû Annaz (Annâzides), fait de Hulwân sa capitale.
En 1045, Tuğrul Bey envoie son demi-frère, Ibrâhîm Yenâl, faire campagne vers l'ouest pour prendre les territoires des `Annâzides. Le gouverneur kurde d'Hamedan s'enfuit à son approche et l'annâzide Abû al-Chawk se replie de Dinavâr vers Kermanshah puis de là vers la citadelle de Sîrwân sur la Diyâlâ. Les Annâzides sont dans l'incapacité d'arrêter les Turcs. Les Seldjoukides prennent Hulwân et Khânaqîn.
En novembre 1257, Houlagou Khan part du centre de la Perse vers Bagdad. Il passe à Kermanshah et à Hulwân. De là, il met en demeure le calife qui refuse de se soumettre. Il séjourne à Hulwân du 18 au 31 décembre 1258 (9 au 22 dhu al-hijja 655 A.H.) avant de partir prendre Bagdad qui sera complètement conquise en février 1258.

### Localisation de Hulwân
D'après le récit de la prise de Hulwân par Tabari, la localité de Hulwân est au-delà de Qasr-e Chirin par rapport à Khanaqin à une parasange (un peu plus de 5 km s'il s'agit de parasange de 30 stades, sinon pour une parasange de 60 stades presque 11 km) de Hulwân alors que la distance entre Qasr-e Chirin et Sarpol-e Zahab est d'au moins 28 km. Ce qui laisse entendre que la ville nommée Hulwân se situerait entre Qasr-e Chirin et Sarpol-e Zahab.
« Itinéraire de Bagdad à Holwan (Orthographe de l'original)
- De Bagdad à Nahrowan 12 milles
- De là à Deïr Barema 12 milles
- De là à Daskara 24 milles
- De là à Haloula 21 milles.
- De Haloula à Khankin 27 milles
- De là à Cassr Chirîn (20 milles, soit environ 190 km depuis Bagdad)

Le voyageur qui se dirige vers Holwan a 25 milles à faire depuis Cassr Chirîn jusqu'à cette ville. »
Dans ce cas Hulwân serait à près de 40 km de Qasr-e Chirin. 
« Au IXe siècle, Hulwân est un relais de poste, point de bifurcation de la route de Bagdad vers Hamadân et Ray d'une part de et de la route de Bagdad vers Kirkouk et Ardabil d'autre part. »
Le lieu décrit ci-dessus ne ressemble pas correspondre à Sarpol-e Zahab. Il y a un lieu nommé Hulwân en Irak à proximité de Jalûlâ qui semble mieux correspondre cette description.

## Le site rupestre
Le site consiste en une série de reliefs rupestres, dont les quatre plus anciens sont lullubis.
Ils détaillent des scènes de victoire : un monarque pose le pied sur un ennemi terrassé. Trois des panneaux (I,II,III) représentent également la déesse Ishtar présentant l'anneau de pouvoir au souverain. Le premier relief, est contemporain de la période d'Ur III. Plus important que les autres, il présente également des captifs nus mains liées dans le dos, dont deux sont agenouillés et amenés par la déesse au moyen d'une laisse passée par des anneaux nasaux. Le monarque, identifié comme étant Anubanini, est armé d'une hache et d'un arc. Le style évoque des influences élamites et mésopotamiennes : la déesse porte une tiare à cornes, les sujets sont représentés de profil pour la tête et le bas du corps, de face pour le tronc. Des inscriptions en Accadien sont présentes sur les reliefs I et IV.
Un cinquième relief est ajouté sous le relief d’Anubanini à l'époque parthe, qui date du Ier siècle av. J.-C.. À l'instar des autres dynastie ayant dominé l'Iran, la réutilisation de sites emblématiques des pouvoirs plus anciens par les arsacides répond à un désir de légitimer leur propre pouvoir: outre Sarpol-e Zahab, ils réutilisent le site élamite d'Izeh, et achéménide de Behistun. Le relief montre une scène équestre dont la signification est incertaine. Il s’agit en effet au moins d’un hommage, et peut-être d’une investiture : un homme debout tend à un cavalier ce qui pourrait être un anneau de pouvoir. Une inscription au-dessus des personnages permet d’identifier les rois arsacides Gotarzès Ier ou Gotarzès II. L’intersection du rebord supérieur du panneau permet à l’artiste de sculpter la coiffe du monarque dont la hauteur, amplifiée par la situation à cheval, dépasse celle du relief. Cette technique est par la suite reprise, et couramment appliquée par les Sassanides. Ce relief a également pu inspirer celui d'Ardachîr Ier, à Salmas.

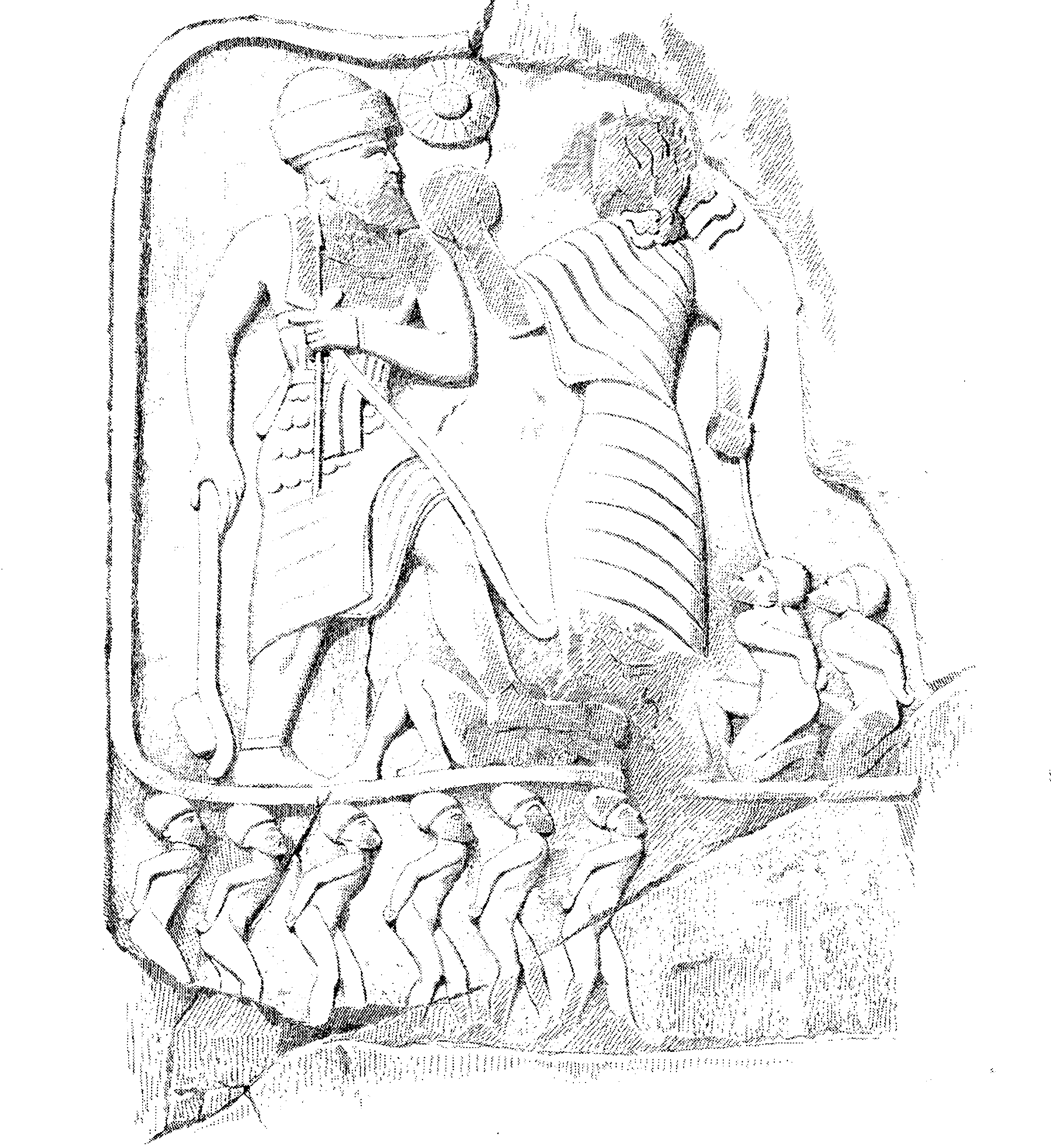
Relief d'Anubanini à Sarpol-e Zahab, par Pascal Coste
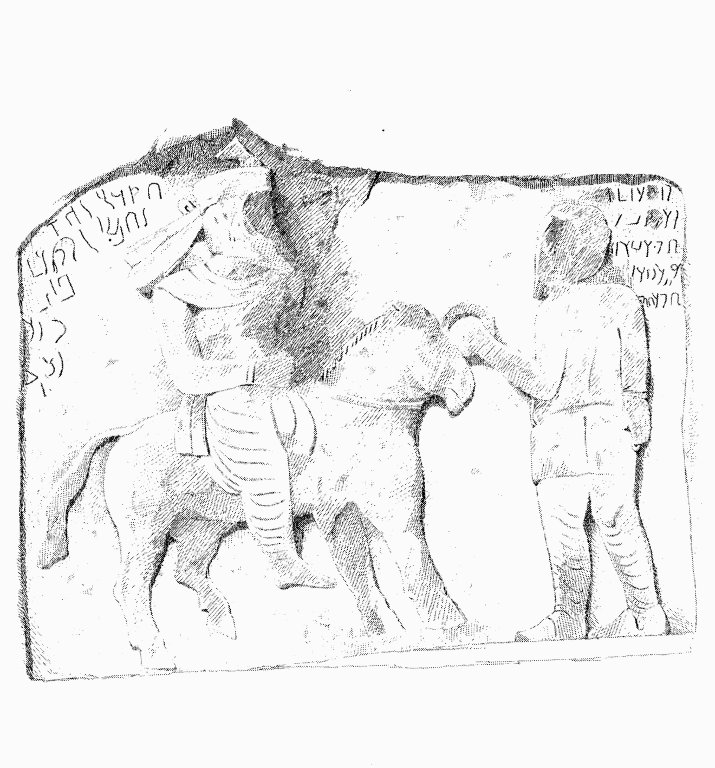
Relief parthe de Sarpol-e Zahab par Pascal Coste

Les reliefs de Sar-e Pol-e Zahab pourraient faire l'objet d'une demande de classement par l'UNESCO, jointe à la demande de classement de Behistun en raison des parentés stylistiques présentées par le relief I avec le relief achéménide de Darius Ier dont il pourrait avoir constitué une source d'inspiration,.

## Sismicité
La région est sujette à des tremblements de terre qui ont sûrement joué un rôle dans l'histoire de la localité et sa perte d'importance. En 957/958,, 1126, 1139 et en 1150,,  Hulwân subit des tremblements de terre restés dans les annales.